# Will Norris
William James Norris (Watford, Reino Unido, 12 de agosto de 1993) es un futbolista inglés. Juega de guardameta y su equipo es el Wycombe Wanderers F. C. de la League One de Inglaterra.

## Trayectoria
El 11 de julio de 2017 firmó un contrato por tres años con el Wolverhampton Wanderers. Debutó con los Wolves el 8 de agosto de 2017 en la victoria por 1-0 contra el Yeovil Town en la segunda ronda de la EFL Cup. Consiguió el ascenso a la Premier League con el Wolverhampton esa temporada.
El año siguiente debutó en la Premier League el 4 de mayo de 2019 en la victoria por 1-0 en casa ante el Fulham.
El 30 de julio de 2019 el Ipswich Town F. C. logró su cesión por una temporada.
El 14 de agosto de 2020 fichó por el Burnley F. C. En dos años y medio jugó únicamente tres partidos antes de ser cedido en enero de 2023 al Peterborough United F. C. Tras la cesión se marchó al Portsmouth F. C. En su primer año en este equipo ayudó a conseguir el ascenso a la EFL Championship y fue nombrado mejor guardameta de la temporada en la League One.
El 3 de febrero de 2025 fue anunciada su incorporación al Wycombe Wanderers F. C.

## Estadísticas
Actualizado al último partido disputado el 4 de mayo de 2019.
| Hatfield Town Inglaterra | 9.ª           | 2010-11       | 16  | 0 | - | - | - | - | 1(1)  | 0 | 17  | 0 |
| Hatfield Town Inglaterra | Total club    | Total club    | 16  | 0 | - | - | - | - | 1     | 0 | 17  | 0 |
| Royston Town Inglaterra | 9.ª           | 2011-12       | 27  | 0 | 0 | 0 | 0 | 0 | 13(2) | 0 | 40  | 0 |
| Royston Town Inglaterra | Total club    | Total club    | 27  | 0 | 0 | 0 | 0 | 0 | 13    | 0 | 40  | 0 |
| Cambridge United Inglaterra | 5.ª           | 2012-13       | 0   | 0 | 0 | 0 | 0 | 0 | 0     | 0 | 0   | 0 |
| Cambridge United Inglaterra | 5.ª           | 2013-14       | 15  | 0 | 0 | 0 | - | - | 4(3)  | 0 | 19  | 0 |
| Cambridge United Inglaterra | 4.ª           | 2014-15       | 3   | 0 | 0 | 0 | 0 | 0 | 0     | 0 | 3   | 0 |
| Cambridge United Inglaterra | 4.ª           | 2015-16       | 21  | 0 | 0 | 0 | 0 | 0 | 0     | 0 | 21  | 0 |
| Cambridge United Inglaterra | 4.ª           | 2016-17       | 45  | 0 | 4 | 0 | 1 | 0 | 4(4)  | 0 | 54  | 0 |
| Cambridge United Inglaterra | Total club    | Total club    | 84  | 0 | 4 | 0 | 1 | 0 | 8     | 0 | 97  | 0 |
| Royston Town Inglaterra | 8.ª           | 2012-13       | 27  | 0 | - | - | - | - | 11(5) | 0 | 38  | 0 |
| Royston Town Inglaterra | 8.ª           | 2013-14       | 6   | 0 | - | - | - | - | 0     | 0 | 6   | 0 |
| Royston Town Inglaterra | Total club    | Total club    | 33  | 0 | - | - | - | - | 11    | 0 | 44  | 0 |
| Braintree Town Inglaterra | 5.ª           | 2015-16       | 24  | 0 | 2 | 0 | - | - | 2(6)  | 0 | 28  | 0 |
| Braintree Town Inglaterra | Total club    | Total club    | 24  | 0 | 2 | 0 | - | - | 2     | 0 | 28  | 0 |
| Wolverhampton Wanderers Inglaterra | 2.ª           | 2017-18       | 1   | 0 | 2 | 0 | 4 | 0 | -     | - | 7   | 0 |
| Wolverhampton Wanderers Inglaterra | 1.ª           | 2018-19       | 1   | 0 | 0 | 0 | 0 | 0 | -     | - | 1   | 0 |
| Wolverhampton Wanderers Inglaterra | Total club    | Total club    | 2   | 0 | 2 | 0 | 4 | 0 | -     | - | 8   | 0 |
| Total carrera | Total carrera | Total carrera | 186 | 0 | 8 | 0 | 5 | 0 | 35    | 0 | 234 | 0 |
| (1) Incluye la South Midlands Senior Floodlit Cup. (2) Incluye cuatro encuentros por la FA Vase, tres por la Spartan South Midlands Football League Cup, tres por la Cambridgeshire Invitation Cup, dos por la South Midlands Senior Floodlit Cup y una por la Herts Senior Cup. (3) Incluye el FA Trophy (4) Incluye el English Football League Trophy. (5) Incluye el FA Trophy, clasificatoria de la FA Cup, Herts Senio Cup, Herts Charity Cup, Hinchingbrooke Cup, South Midlands Floodlit Cup y Red Insure Cup (6) Incluye la clasificatoria de la FA Cup y English Football League Trophy. |               |               |     |   |   |   |   |   |       |   |     |   |

## Palmarés

### Títulos nacionales
| Título                                      | Club                          | País       | Año     |
| ------------------------------------------- | ----------------------------- | ---------- | ------- |
| Spartan South Midlands Premier Division     | Royston Town                  | Inglaterra | 2011-12 |
| Spartan South Midlands Premier Division Cup | Royston Town                  | Inglaterra | 2011-12 |
| South Midlands Floodlit Cup                 | Royston Town                  | Inglaterra | 2011-12 |
| Hinchingbrooke Cup                          | Royston Town                  | Inglaterra | 2012-13 |
| FA Trophy                                   | Cambridge United F. C.        | Inglaterra | 2013-14 |
| EFL Championship                            | Wolverhampton Wanderers F. C. | Inglaterra | 2017-18 |